# Hermann von Meyer
Pour les articles homonymes, voir Meyer.
Christian Erich Hermann von Meyer, plus connu sous le nom de Hermann von Meyer, était un géologue et paléontologue allemand, né le 3 septembre 1801 à Francfort-sur-le-Main, mort le 21 avril 1869.

## Biographie
En 1832 il publie un ouvrage nommé Palaeologica ainsi qu'une série de mémoires sur des restes fossiles variés : Mollusques, Crustacés, poissons et vertébrés supérieurs. À ce titre, il est responsable de la première description de  Teratosaurus, du fameux Archaeopteryx lithographica (1861), du ptérosaure Rhamphorhynchus et du dinosaure Plateosaurus.
Ses recherches les plus élaborées concernent les amphibiens du Carbonifère, les reptiles du Permien, les reptiles et les amphibiens du Trias et les fossiles du calcaire lithographique. Ces résultats ont été publiés dans Zur Fauna der Vorwelt (1845-1860) abondamment illustrés par des gravures.
Il s'associe avec Wilhelm Dunker (en) (1809-1885) et Karl Alfred von Zittel (1839-1904) pour la publication de Palaeontographica, qui commence en 1851. La Geological Society of London lui a décerné la médaille Wollaston en 1858.

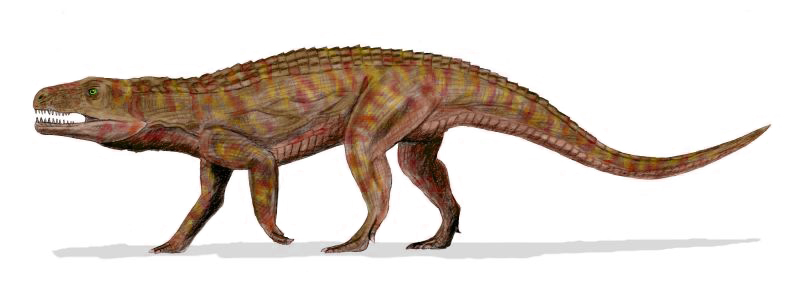
†Teratosaurus 1861 (vue d'artiste)
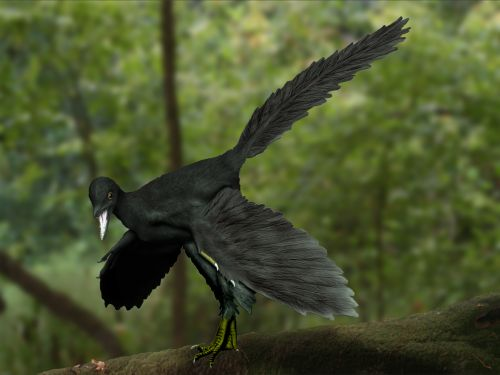
†Archaeopteryx lithographica 1861 (restauration d'artiste)
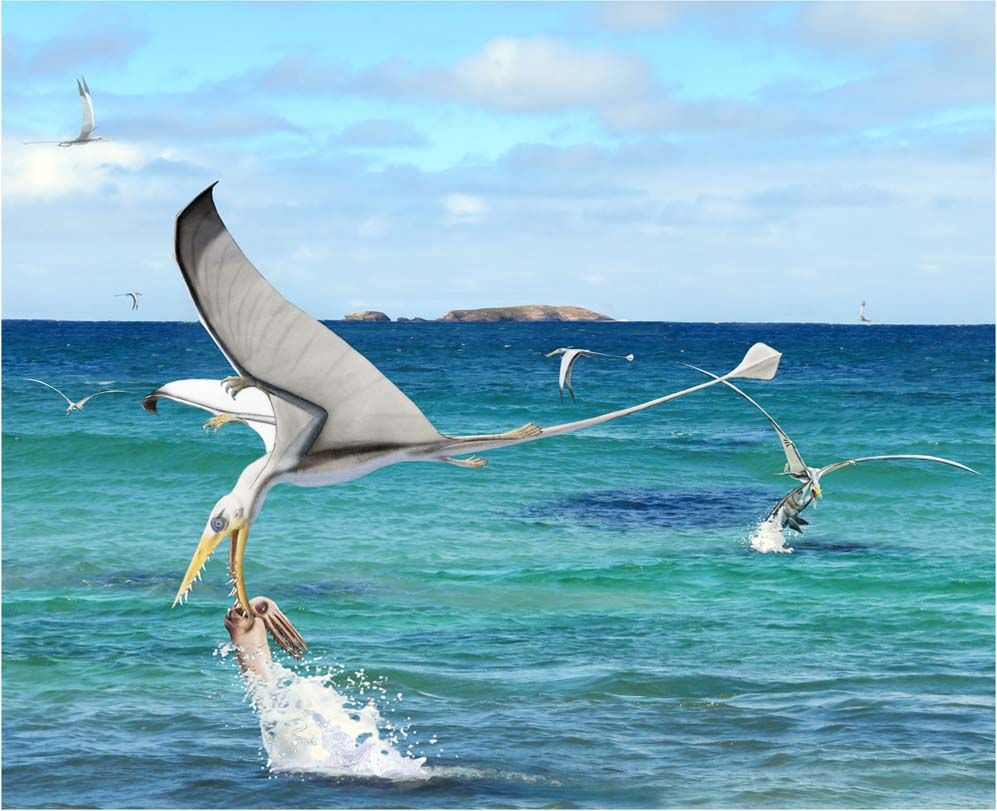
Ptérosaure †Rhamphorhynchus muensteri 1847 (capturant un calmar du genre Plesioteuthis)
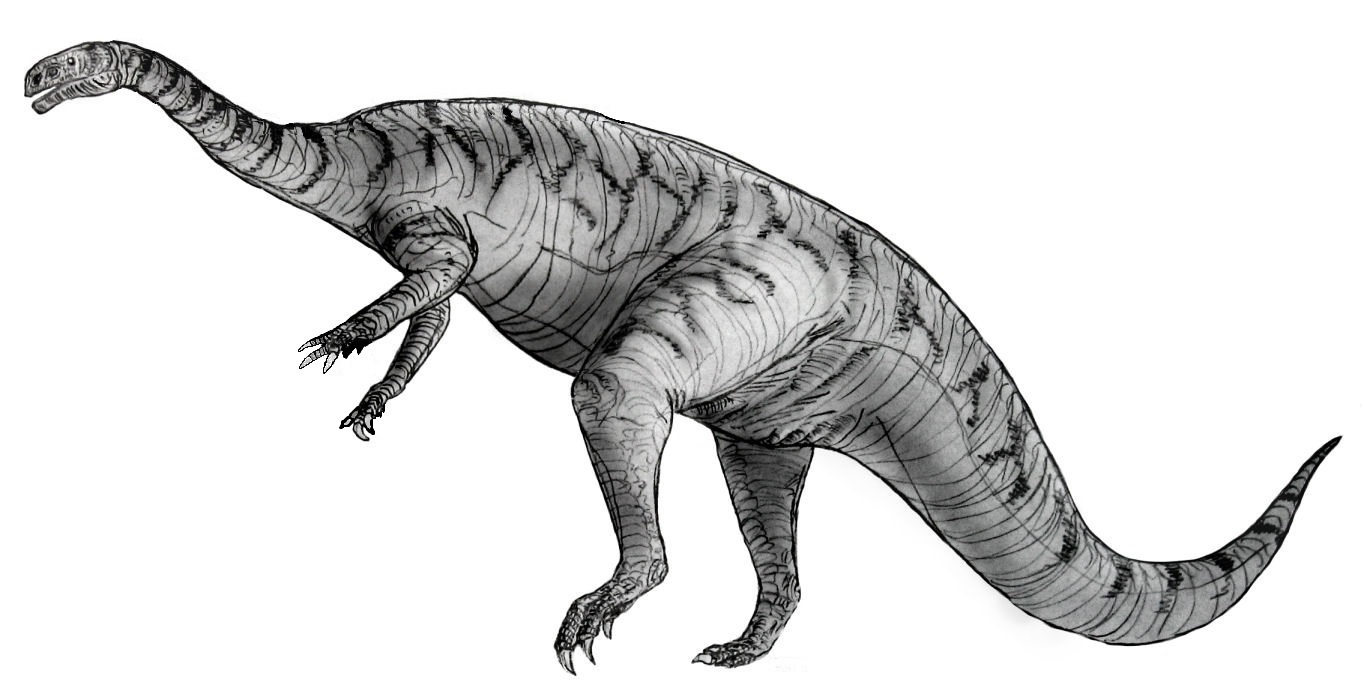
Dinosaure †Plateosaurus 1837

## Espèces décrites
- Pipistrellus minahassae 1899
- Myzomèle vermillon 1874
- † Gobius multipinnatus 1852

## Genres créés
- † Goniosaurus 1860 avec son espèce type † Goniosaurus binskhorsti 1860
- † Tanystropheus 1852

- Latonia 1843 et une espèce éteinte † Latonia seyfriedi 1843
- † Plateosaurus 1837

## Familles créées
- Cyamodontidae 1863

## Sources
- (en) « Hermann von Meyer », dans Encyclopædia Britannica [détail de l’édition], 1911 (lire sur Wikisource).